# Jules-François de Saxe-Lauenbourg
Jules-François est un prince de la maison d'Ascanie né le 16 septembre 1641 à Prague et mort le 30 septembre 1689 à Reichstadt. Dernier souverain de sa lignée, il règne sur le duché de Saxe-Lauenbourg de 1666 à sa mort.

## Biographie

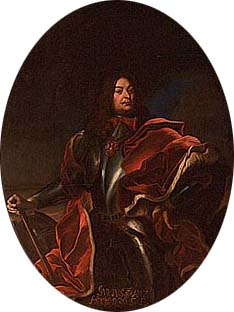
Jules-François de Saxe-Lauenbourg.

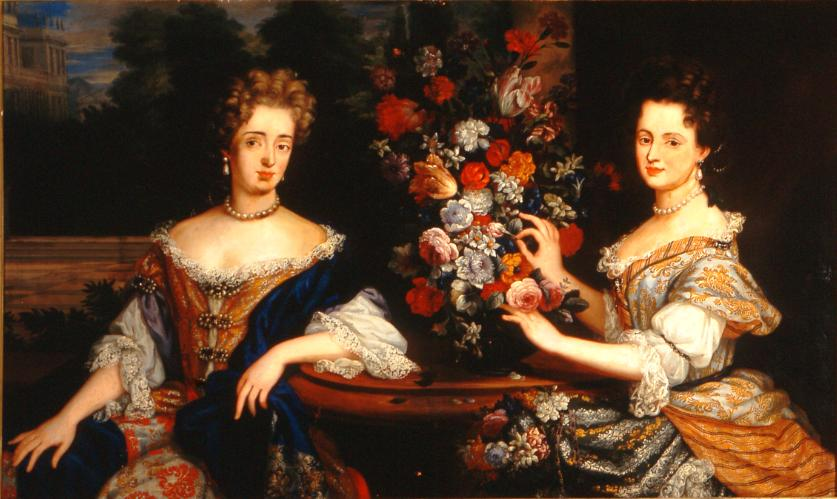
Les filles de Jules-François.

Fils du duc Jules-Henri et de sa troisième femme Anne-Madeleine de Lobkowicz, il succède à son demi-frère François-Erdmann, mort sans descendance.
Le 9 avril 1668, Jules-François épouse Hedwige (1650-1681), fille du comte Christian-Auguste de Palatinat-Sulzbach. Ils ont trois filles :
- Marie-Anne-Thérèse (1670-1671) ;
- Anne-Marie-Françoise (1672-1741) ;
- Sibylle (1675-1733).

N'ayant pas de fils, Jules-François prépare la succession pour sa fille aînée Anne-Marie-Françoise. Après son décès, la succession est contestée par sa fille cadette Sibylle, ainsi que par sa cousine Éléonore-Charlotte. Cette situation de faiblesse attise l'appétit des voisins de la Saxe-Lauenbourg, et le duc Georges-Guillaume envahit le duché avec ses armées. Cet état de fait est reconnu par l'empereur Charles VI en 1721.